# Aliquandostipite minuta
Aliquandostipite minuta är en svampart som beskrevs av Raja & Shearer 2007. Aliquandostipite minuta ingår i släktet Aliquandostipite och familjen Aliquandostipitaceae.   Inga underarter finns listade i Catalogue of Life.